# Ciena
Ciena Corporation ist ein Telekommunikationsunternehmen aus den Vereinigten Staaten. Das Unternehmen ist im S&P 500 gelistet. Der Sitz befindet sich in Hanover im Anne Arundel County.
Gegründet wurde die Ciena Corporation mit Fokus auf optische Übertragungstechnik. In den Folgejahren konnte der Produktumfang erweitert werden und besteht heute aus Lösungen für Zugangsnetze, Packet Switching, Datentransport und -switching, Netzüberwachung sowie Netzdienstleistungen.
Das Unternehmen gilt als technologischer Vorreiter, das den Weg für ein kostengünstiges Internet geebnet hat. Zu den Innovationen zählen:
- Erster OADM
- Erstes 16-Kanal DWDM System
- Erstes Metro DWDM System
- Erstes 40-Kanal DWDM System
- Erster Intelligente Optischer Core Switch
- Erstes 96-Kanal DWDM System
- Erstes 10G Metro WDM System
- Erstes DWDM Weitverkehrssystem mit 25 GHz Kanalabstand
- Erster integrierte und automatisierte Wellenlängen Switch für Weitverkehrs DWDM
- Erster Anbieter von frei programmierbaren optischen Line cards

## Unternehmensgeschichte
Ciena wurde 1992 in Delaware gegründet. In den folgenden Jahren wurden eine Reihe von Unternehmen in der Branche erworben:
- 1997: AstraCom
- 1998: Alta Telecom, Terabit
- 1999: Lightera Networks, Omnia Communications
- 2001: Cyras Systems
- 2002: ONI Systems
- 2003: WaveSmith Networks, Akara Corporation
- 2004: Internet Photonics, Catena Networks
- 2008: World Wide Packet
- 2009: Nortels Geschäftsbereich Optical and Carrier Ethernet